# 古谷俊一
古谷 俊一（ふるや しゅんいち、1974年（昭和49年） - ）は、日本の建築家、造園家。東京都中央区生まれ。古谷デザイン建築設計事務所主宰。京都芸術大学客員教授。

## 略歴
- 東京都中央区生まれ。千葉県船橋市で少年時代を過ごす
- 1997年 明治大学理工学部 建築学科 卒業
- 2001年 早稲田大学大学院理工学研究科 建築学専攻 石山修武 研究室 修了
- 2001-2006年  株式会社IDEE入社。建築、ランドスケープ、インテリア、プロダクト、イベントのデザインおよび企画設計運営
- 2006-2009年  株式会社都市デザインシステム入社。集合住宅の事業企画、建築設計、店舗運営およびワークショップの企画設計運営
- 2009年  古谷デザイン建築設計事務所設立
- 2020年  京都芸術大学客員教授
- 2021年  共立女子大学非常勤講師
- 2022年  みどりの空間工作所設立

## 受賞歴

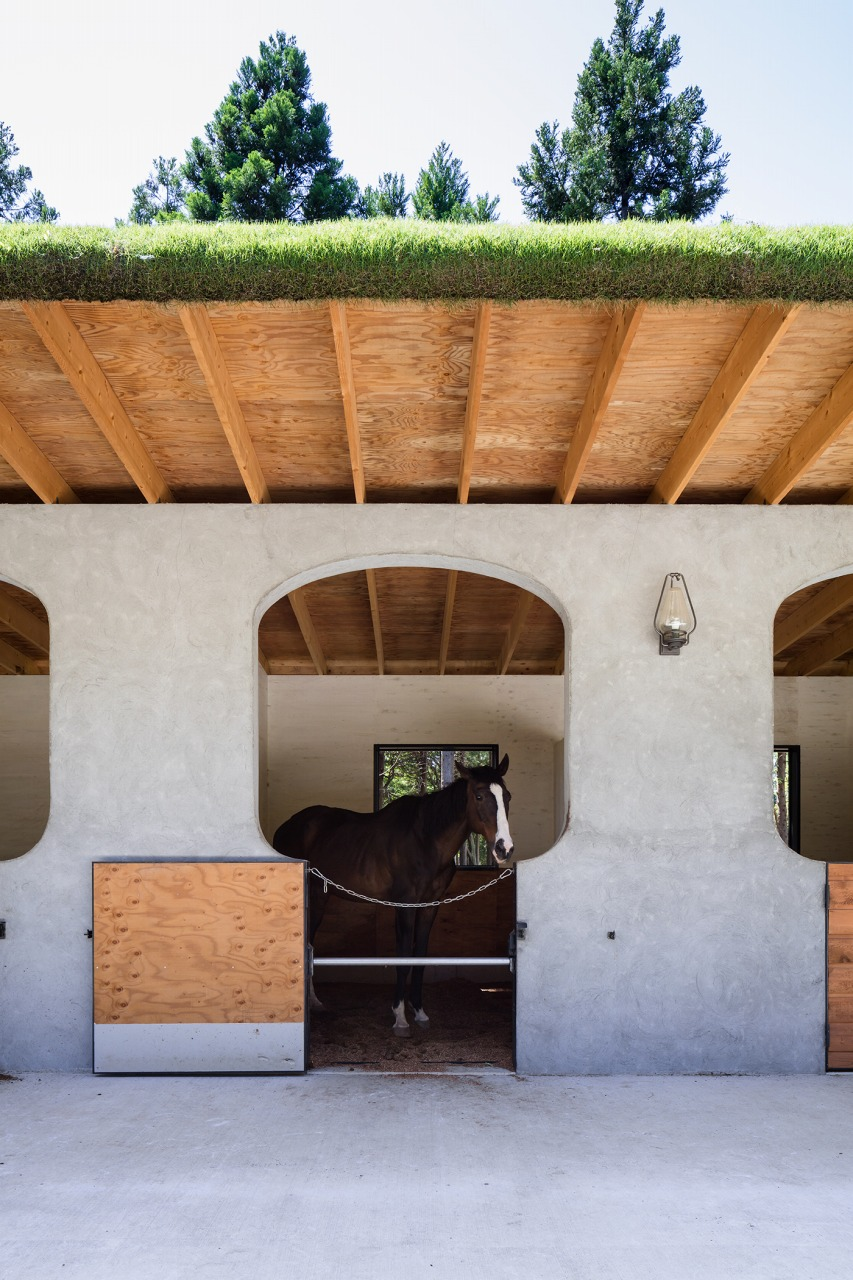
東京クラシック　馬主クラブ棟

- 2012年 - 第2回 UDCKo コンペ 佳作入選 「おとぎの森とおとぎの宿」
- 2012年 - 愛知県建築士会 第3回建築コンクール 優秀賞「団地の縁側」
- 2015年 - 山梨県建築文化奨励賞「ROSA VERTE」
- 2015年 - 2015年度グッドデザイン賞「シェアプレイス聖蹟桜ヶ丘」「リアージュつくば春日」
- 2015年 - 2015年度グッドデザイン賞「大森ロッヂ新棟 運ぶ家」
- 2016年 - 住まいの環境デザインアワード 入賞「大森ロッヂ新棟 運ぶ家」
- 2016年 - 日本建築学会　作品選集 大森ロッヂ新棟「運ぶ家」
- 2017年 - 東京都建築士事務所協会　東京建築賞　優秀賞 大森ロッヂ新棟 「運ぶ家」
- 2017年 - 木質建築空間デザインコンテスト 一般建築部門賞「東京クラシック 馬主クラブ棟」
- 2017年 - 日本建築士会連合会賞 奨励賞「東京クラシック 森のクラブハウス・馬主クラブ棟」
- 2017年 - 2017年度 グッドデザイン賞「東京クラシック 森のクラブハウス・馬主クラブ棟」
- 2017年 - 日本建築設計学会賞「東京クラシック 森のクラブハウス・馬主クラブ棟」
- 2017年 - 千葉市都市文化賞 グランプリ「東京クラシック 森のクラブハウス・馬主クラブ棟」
- 2017年 - 第16回屋上、壁面緑化技術コンクール 都市緑化機構会長賞  「渋谷MODI」
- 2018年 - 千葉県建築文化賞 入賞「東京クラシック 森のクラブハウス・馬主クラブ棟」
- 2019年 - 2019年度 グッドデザイン賞「新泉南動物病院と旧病院活用」
- 2019年 - ケイミュー施工事例コンテスト2019　「竹原賞」最優秀賞 「インターバルハウス」
- 2019年 - 屋根のある建築作品コンテスト2019　住宅部門　優秀賞 「インターバルハウス」
- 2019年 - 第20回JIA優秀環境建築賞 JIA優秀環境建築選 入選「深大寺ガーデン」
- 2020年 - 日本空間デザイン賞2020 KUKAN OF THE YEAR, 金賞, 日本経済新聞社賞「深大寺ガーデン レストランMaruta」
- 2022年 - 第２回日本建築士会連合会 建築作品賞 優秀賞「スイシャハウス・スイシャオフィス」
- 2022年 - JIA優秀建築選2022 100選 「スイシャハウス・スイシャオフィス」「eM / PARK BLDG.」

## 主な作品
- さかさ川通りの再整備（東京都大田区、2014年3月）
- 港区麻布図書館デザイン監修（東京都港区、2014年6月）
- ROSA VERTE（山梨都甲斐市、2014年8月）
- 大森ロッヂ 新棟 運ぶ家（東京都大田区、2015年2月）
- 渋谷MODI（東京都渋谷田区、2015年12月）
- 東京クラシック 森のクラブハウス・馬主クラブ棟（千葉県千葉市、2016年12月）
- 深大寺ガーデン（東京都調布市、2017年3月）
- HANEGI +（コーポラティブハウス）（東京都世田谷区、2018年4月）
- 泉南動物病院（大阪府泉南郡、2018年4月）
- インターバルハウス（東京都大田区、2019年2月）
- 泉南動物病院旧病院改修（大阪府泉南郡、2020年1月）
- スイシャハウス・スイシャオフィス　（神奈川県川崎市、2021年2月）
- eM / PARK BLDG. （神奈川県川崎市、2021年3月）
- 大森ロッヂ 笑門の家（東京都大田区、2022年3月）
- 黒龍酒造 ESHIKOTO プロジェクト 酒樂棟・地下蔵（福井県吉田郡永平寺町、2022年4月）
- たがやすいえ（千葉県富津市、2022年9月）

## 出演・放映
- 辰巳琢郎の家物語リモデルキラリ 代沢巡る家  （2015年6月13日） テレビ朝日
- アーシストCafe 緑のコトノハ（2019年6月3日） テレビ朝日

## 著書
- 『みどりの建築術』古谷俊一、2019年1月、枻出版社
- 『みどりの空間学』古谷俊一、2022年9月、学芸出版社